# Taraxacum lucescens
Taraxacum lucescens — вид квіткових рослин з родини айстрових (Asteraceae). Вид зростає в Європі: Данія, Швеція, Фінляндія, Німеччина, Швейцарія, Польща, Чехія, Франція, Італія, Естонія, північноєвропейська Росія; це багаторічна рослина помірних біомів.